# Iaropolk Iziaslavici
Iaropolk Iziaslavici (decedat în 1087) a fost cneaz (principe) în timpul secolului al XI-lea în Rusia Kieveană și a fost rege al rușilor (1076–1078). Fiu al Marelui Cneaz Iziaslav Iaroslavici de la o prințesă poloneză pe nume Gertruda, este vizibil în sursele papale de la începutul anilor 1070 dar, în mare măsură, este absent din sursele ruse contemporane de până la moartea tatălui său din 1078. În timpul exilului tatălui său din anii 1070, Iaropolk poate fi observat acționând în numele tatălui său în încercarea de a obține favoarea împăraților germani și a curții papale a papei Grigore al VII-lea. Tatăl său s-a întors la Kiev în 1077 și Iaropolk l-a urmat.
După moartea tatălui său, Iaropolk a fost desemnat cneaz al Volâniei și cneaz al Turovului în 1078 de către noul Mare Cneaz, unchiul său Vsevolod. Prin 1085, Iaropolk a intrat într-un conflict cu Marele Cneaz și implicit cu fiul Marelui Cneaz, Vladimir Monomahul, fiind forțat să fugă în Polonia, patria mamei sale. S-a întors în 1086 și a făcut pace cu Monomahul, dar a fost ucis în același an într-o călătorie spre Zvenihorod. Este amintit de sursele ruse ca fiind foarte evlavios și generos față de biserică și este recunoscut ca sfânt de către Biserica Ortodoxă cu dată de prăznuire 5 decembrie.